# Koreasat 5
Koreasat 5 або Mugunghwa-5 — Південнокорейський телекомунікаційний супутник подвійного призначення, що належить корпорації Korea Telecom. Він призначений для надання послуг ретрансляції телевізійних каналів, а також надання супутникового зв'язку військовим і цивільним операторам на території Азійсько-Тихоокеанського регіону. Супутник був виготовлений компанією Alcatel Alenia Space на базі платформи Spacebus 4000C1 за 170 млн. $
Корисне навантаження складається з 24 транспондер ів Ku-діапазон а, 4 транспондерів Ka-діапазон а і 8 транспондерів SHF-діапазону. Потужності супутника Ku-діапазон а використовуються в цивільних цілях, транспондери Ka та SHF-діапазону для військових потреб.
Супутник Koreasat-5 був виведений на орбіту 22 серпня 2006 року за допомогою ракети-носія Зеніт-3SL з плавучої платформи космодрому Sea Launch з акваторії Тихого океану.
Розрахункова точка стояння — 113 ° в. д.